# Searching Ruins on Broadway, Galveston, for Dead Bodies
Searching Ruins on Broadway, Galveston, for Dead Bodies er en amerikansk stumfilm fra 1900.